# Laura Riesco
Laura Berenice Riesco Malpartida (Junín, Perú, 25 de febrero de 1940 - EE.UU 2008) fue una escritora y novelista peruana.

## Biografía
Durante su niñez, se mudó a Lima para cursar estudios de  primaria y secundaria en la institución educativa cristiana metodista María Alvarado Lima High School. Vivió desde los 18 años en Estados Unidos realizando sus estudios de Bachiller en Lenguas Modernas en la Universidad Estatal Wayne en Detroit, Míchigan. Hizo también una maestría en Literatura en la Universidad de Kentucky. Su tesis doctoral fue sobre Poemas Humanos de César Vallejo, también escritor peruano.
Fue profesora de Semiótica y Teoría Literaria. Se casó con Robert Luszczynsky, con quien tuvo tres hijas, Halina, Aída y Ana María. Falleció de cáncer el 14 de noviembre de 2008.

## Obras
El truco de los ojos (1978) narra la vacía y rutinaria vida de una familia pequeña burguesa limeña. Ximena de dos  caminos (1994) describe las  vivencias de su infancia en la ciudad de La Oroya y refleja las diferencias entre la clase media peruana y la dura realidad del pueblo andino. Esta obra le permitió ganar el premio Latino Literature Prize. La tercera y última novela, La tentación de Miroslava Cupranovich, basada en la vida de su abuela croata, quedó inconclusa a raíz de su fallecimiento.
En palabras de la escritora Doris Moromisato: “por su estrategia discursiva y el acercamiento íntimo a sus personajes, ‘Ximena de dos caminos’ es una novela revolucionaria porque relata el mundo andino sin el tono épico y grandilocuente que caracteriza a la literatura masculina”.
Diana Miloslavich, activista feminista e investigadora en literatura, señala sobre esta obra, que es la clave para entender un choque cultural que, en gran medida, sigue vigente hasta hoy. Nos destaca que paradójicamente  “Ximena de dos caminos” parece haber recibido más atención de la antropología y otros estudios sociales, que de la misma literatura.